# Antifascistische strijdersstraat (Košice)
De Ulica Protifašistických bojovníkov (vertaald: Antifascistische strijdersstraat) is gelegen in de wijk Staré Mesto van de Slowaakse stad Košice. 

## Topografie
De straat is georiënteerd van noord naar zuid en loopt parallel met de Hlavná ulica. Ten opzichte van het centrum van deze laatste (ter hoogte van de Sint-Elisabethkathedraal) is de "Antifascistische strijdersstraat" oostzuidoostelijk gelegen. 
De Antifascistische strijdersstraat bevindt zich ongeveer halverwege tussen het zuidelijk uiteinde van Hlavna ulica en het spoorwegstation aan de "Staničné námestie" (vertaald: Stationsplein).
Haar lengte bedraagt 440 meter. Ze begint in het verlengde van de "Stefanicova ulica", passeert rakelings langs het parkje "Drevny thr", en eindigt ten slotte aan het kruispunt met de Palackého-straat : dit is dicht bij het winkelcentrum Aupark en het ietwat verder in westelijke richting gelegen "Monument van de onbekende antifascistische strijder" aan de "Námestíe osloboditeľov" (vertaald: Bevrijdersplein).

## Zijstraten
Jantárova, Bajzova, Senný trh, Rooseveltova, Drevný trh en Staničné námestie.

## Benaming
In de loop van de tijd, werd de naam meermaals veranderd:
- Barkóczi utca (hu) , Barkóciho ulica (sk) .
- Éder Ödön utca (hu) , Ulica Edmunda Édera (sk) . De hier bedoelde persoon met de naam "Éder Ödön" was naar alle waarschijnlijkheid Éder Ödön (°1843 - † 1912), burgemeester van Kassa.
- Churchillova ulica (sk) . Genoemd naar Winston Churchill (°1874 - † 1965), Eerste minister van het Verenigd Koninkrijk van 1940 tot 1945 en van 1951 tot 1955.
- Širokého ulica (sk) , Ulica Viliama Širokého (sk) . Genoemd naar Viliam Široký (°1902 - † 1971), Eerste minister van Tsjecho-Slowakije van 1953 tot 1963.
- Ulica Protifašistických bojovníkov (sk) .

De huidige naam "Protifašistických bojovníkov" verwijst naar de "Slowaakse unie van antifascistische strijders" die actief was tijdens de Tweede Wereldoorlog.

## Illustraties

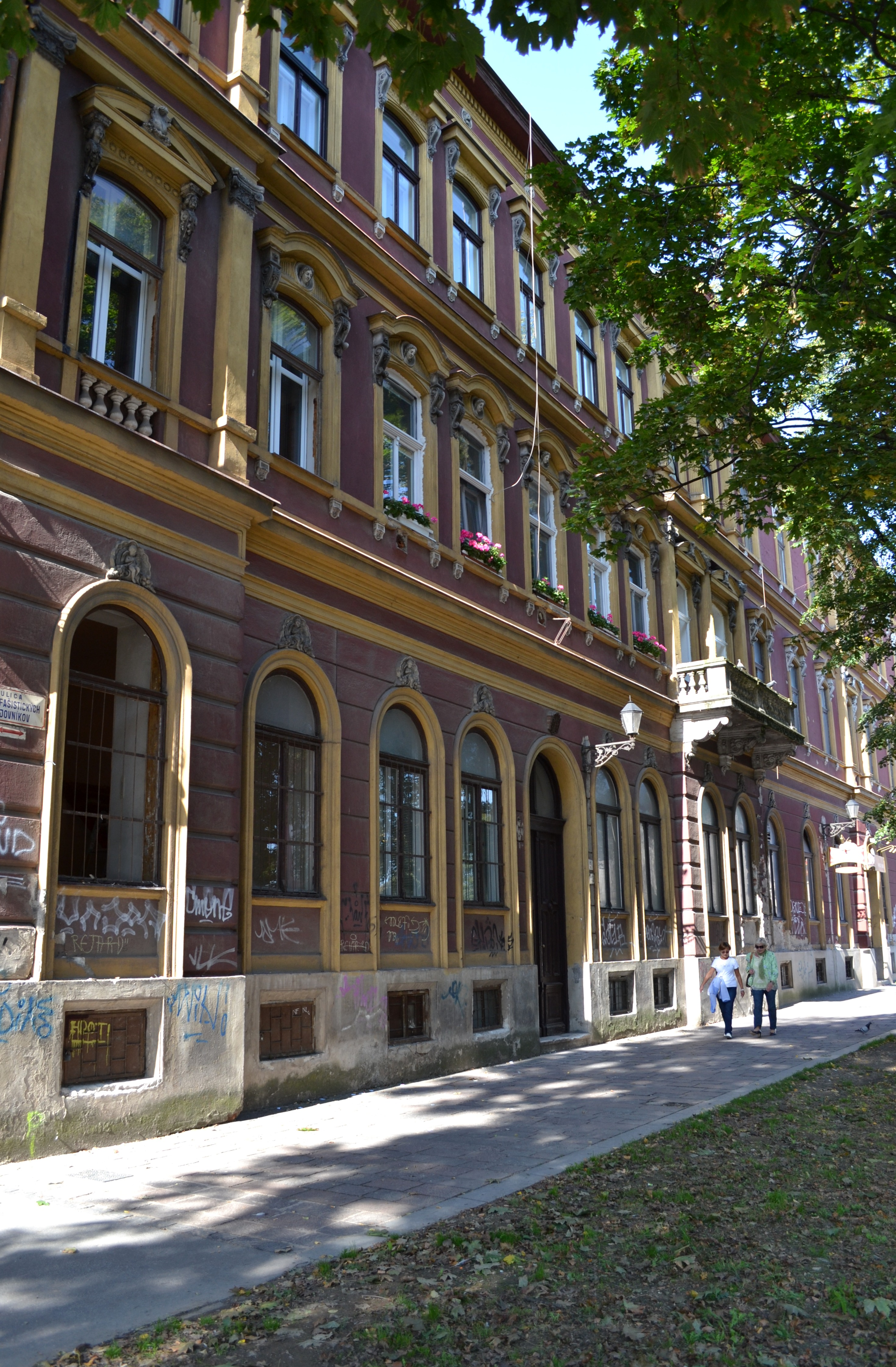
Protifašistických bojovníkov 3

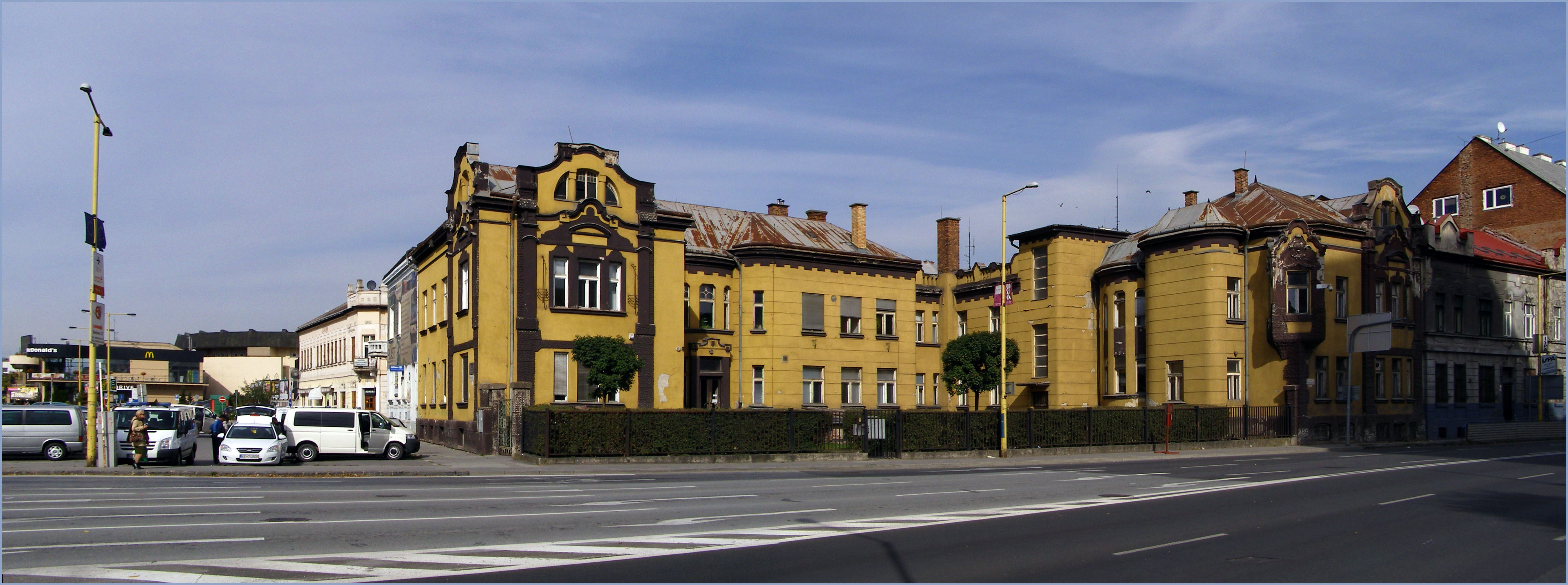
Kruispunt met de Palackého-straat

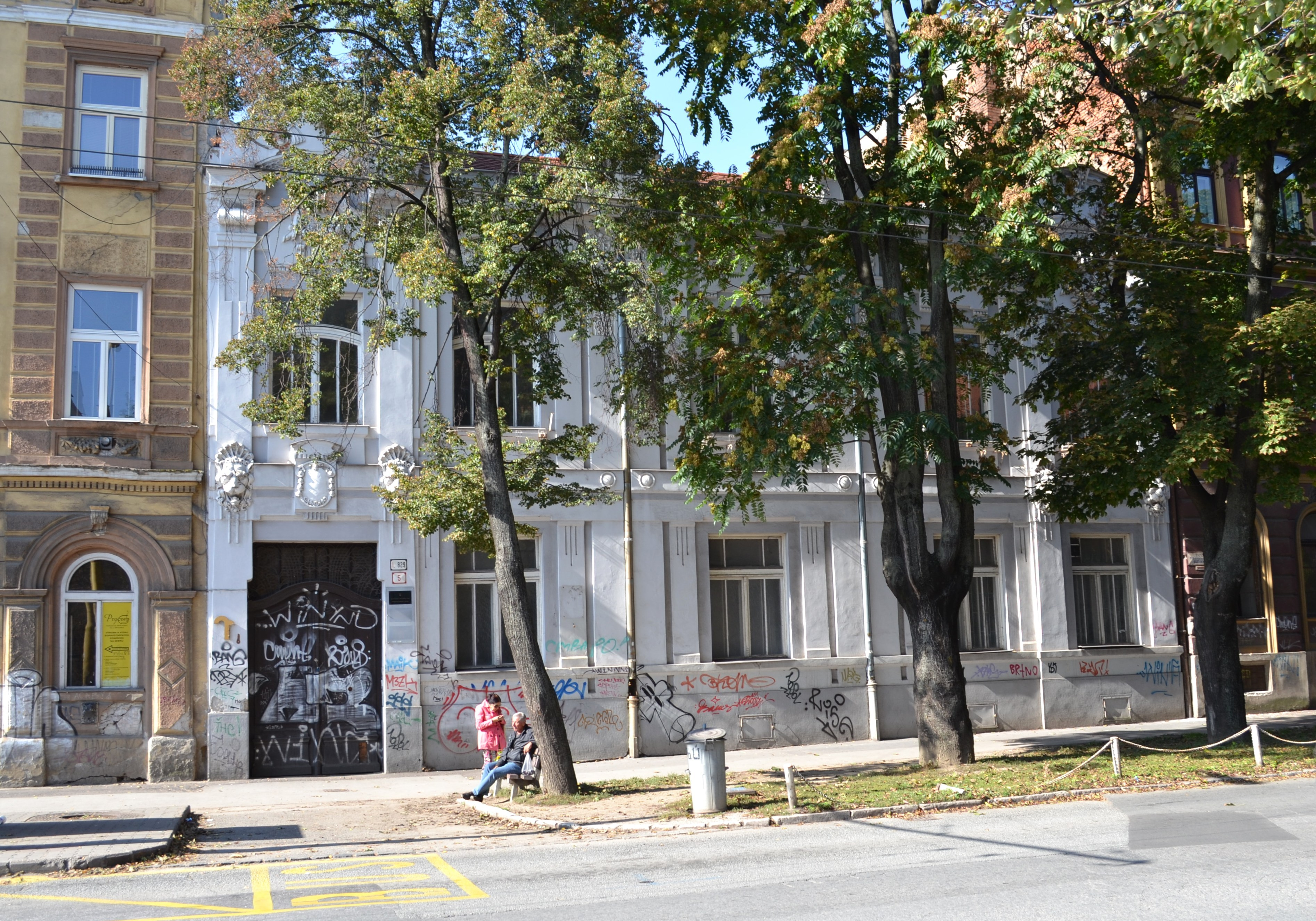
Protifašistických bojovníkov 5
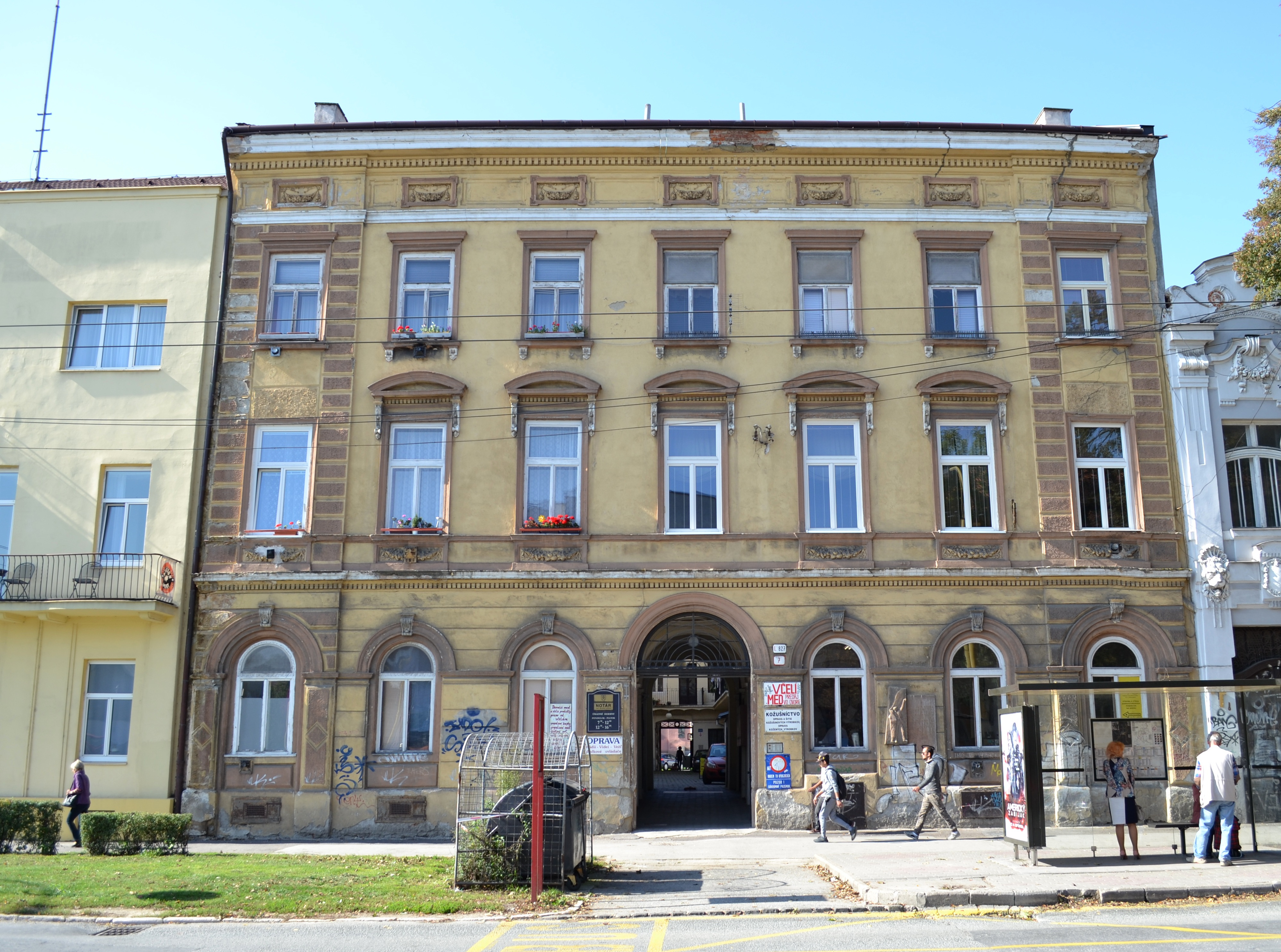
Protifašistických bojovníkov 7

## Externe koppeling
Landkaart - Mapa